# 泡型艙罩

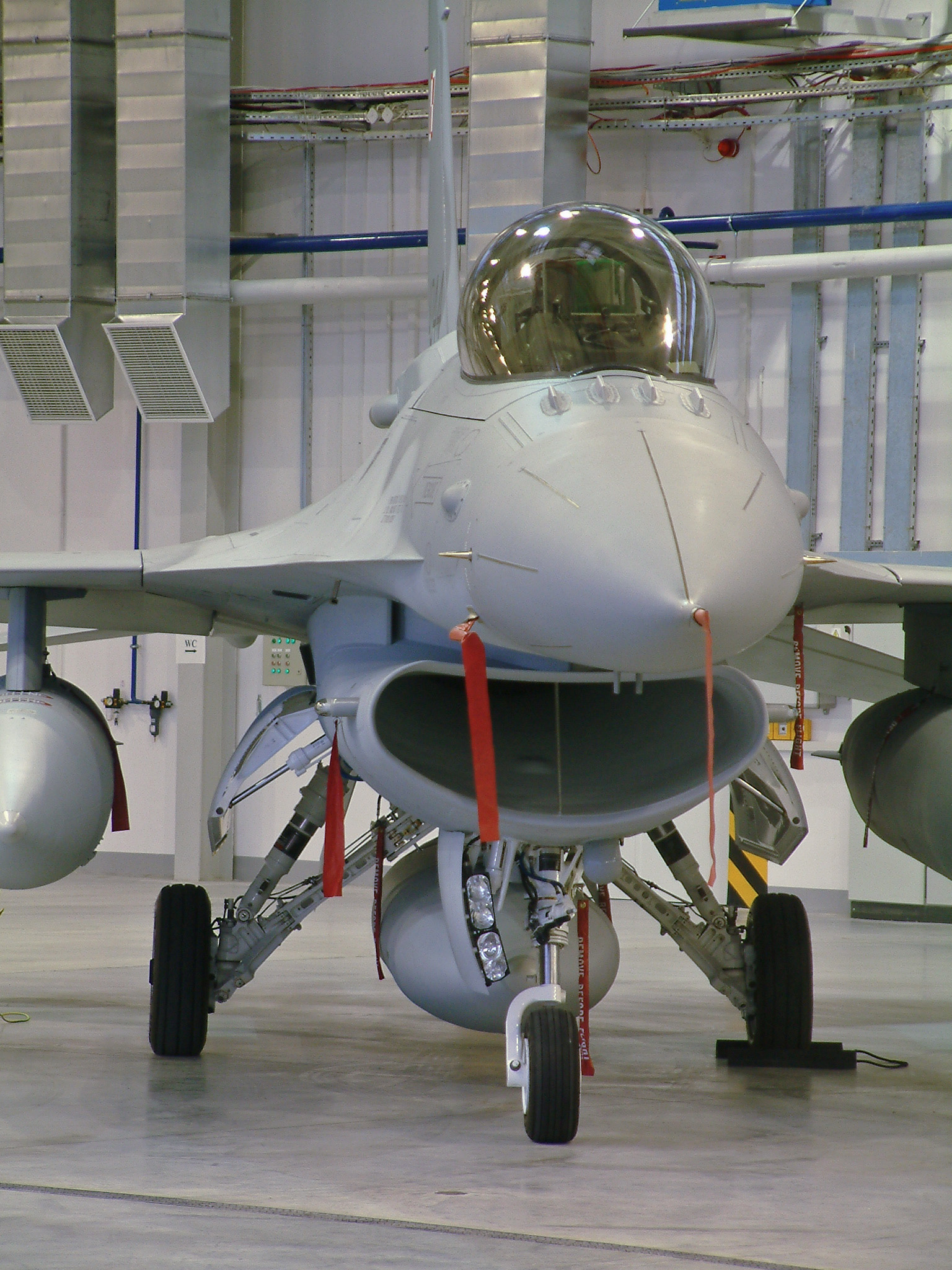
F-16的泡型艙罩

泡型艙罩是一種外型如肥皂泡能提供飛行員360度視野的飛機座艙罩。 

## 歷史
泡型艙罩開始用於二次大戰，英國的Miles M.20是第一架使用泡型艙罩的飛機，美國的P-51和P-47戰鬥機是早期使用泡型艙罩的機種。
泡型艙罩在進入超音速飛行時代，因為外型曲線的關係會產生較高的阻力，同時高速飛行性能演變出的觀念是敵人很難在後方出現。因此為了遷就飛行性能的需要，要求高速飛行，尤其是2馬赫左右能力的多數軍用機都以較為扁平的艙罩，以犧牲視野來換取較低的阻力。
越戰的經驗顯示，高速飛行性能無法配合空戰的需求，而飛行員在視野範圍較差的環境下，容易被偷襲，也會在激烈的運動中丟掉對敵機的目視追蹤，因此泡型艙罩的優點重新受到注意，成為設計新軍用機，尤其是戰鬥機的重要因素。

## 實例
|  |  |  |
|  |  |  |
|  |  |  |